# Psychose infantile
 (septembre 2014).
Psychose infantile est une dénomination utilisée dans la classification française des troubles mentaux de l'enfant et de l'adolescent (CFTMEA) pour désigner une série de troubles psychiques de l'organisation de la personnalité et de la relation de l'enfant avec lui-même, avec l'autre et avec son monde extérieur, et qui se caractérise par une perte de contact soutenue et continue avec la réalité.

## Historique
Le terme est inventé par la pédiatre psychanalyste d’origine hongroise Margaret Mahler, dans les années 1940. Elle y distingue les « psychoses autistiques » – où elle reprend la description que Léo Kanner avait faite de l'autisme infantile en 1943, et qui correspondent, pour elle, à une fixation ou à une régression au stade autistique du développement – des « psychoses symbiotiques », qui représentent, de même, une fixation ou une régression au stade symbiotique, enfin des « psychoses bénignes », un terme qu’elle abandonnera ensuite (Mahler M. 1949).
Cette notion fait suite à celle de schizophrénie infantile, utilisée auparavant à la suite des travaux du psychiatre suisse Eugène Bleuler.
Auparavant, jusqu'aux travaux de Sigmund Freud et au développement de la psychanalyse, la référence était le retard de développement, calculé par la mesure de la déficience intellectuelle (calculée avec les outils de l'échelle métrique de l'intelligence de Binet et Simon). On utilisait les termes d'idiotie (qui désignait l'autisme avant l'invention de ce dernier terme), d'imbécillité, et de débilité, pour classer les différentes formes de retard mental.

## Nosographie
Cette dénomination n'est plus  employée que dans la classification française des troubles mentaux de l'enfant et de l'adolescent. En 1980 le concept de psychose infantile a été abandonné sur le plan international, en même temps qu’est apparu le terme de trouble envahissant du développement (qui regroupe l'autisme, le syndrome d'Asperger, et d'autres troubles apparentés) en 1975 dans la CIM 9 et en 1980 dans le DSM-III,.
Pour Jean-Claude Maleval et Michel Grollier, cette notion est à différencier de l'autisme.

## Caractéristiques générales
Il existe plusieurs caractéristiques communes entre les psychoses :
- altération globale des capacités de communication ;
- troubles relationnels ;
- comportement inadapté à la réalité (retrait, repli, manque d'intérêt) ;
- fonctionnement cognitif souvent altéré ;
- touche plus les garçons que les filles.

## Types de psychoses infantiles

### Psychoses précoces déficitaires
Les psychoses précoces déficitaires correspondent d'emblée à des associations de troubles psychopathologiques psychotiques et d'une pathologie neuro-dégénérative pas toujours identifiables (nombreuses pathologies souvent génétiques de découverte plus ou moins récente dont le syndrome de Rett).

### Psychoses maniaco-dépressives précoces
Les psychoses maniaco-dépressives précoces peuvent toucher l'enfant dès l'âge de cinq ou six ans. Les épisodes en particulier maniaques sont difficilement repérables dans une hypomanie d'allure chronique, ils sont souvent confondus avec une instabilité psychomotrice rebelle aux thérapeutiques classiques (méthylphénidate et autres) où la logorrhée inextinguible et l'élation devrait permettre de corriger le diagnostic et la thérapeutique.

### Autisme infantile et troubles autistiques
Leo Kanner, en 1943, décrit le premier autisme infantile, qui est parfois vu comme la forme la plus archaïque et typique des psychoses infantiles, mais ce point de vue est contesté aussi bien dans le champ psychologique que par des associations de parents d'enfants autistes.

### Autres psychoses infantiles
Les autres psychoses de la seconde enfance débutent après l'âge de deux ans ; jusque-là le développement de l'enfant est normal.

## Critiques
Franck Ramus estime qu'un diagnostic de psychose infantile est souvent posé, en France, à des enfants qui selon les critères diagnostiques internationaux devraient être reconnus autistes.